# Darse cuenta (pel·lícula)
Darse cuenta és una pel·lícula argentina dramàtica de 1984 dirigida per Alejandro Doria, escrita per Jacobo Langsner i Alejandro Doria, sobre una idea de China Zorrilla. Protagonitzada per Luis Brandoni amb les actuacions especials de Dora Baret, Luisina Brando, Lito Cruz, Oscar Ferrigno i China Zorrilla. I la presentació de Darío Grandinetti. Va ser estrenada el 30 d'agost de 1984 i va resultar guanyadora de cinc premis, inclòs el Premi Cóndor de Plata a la millor pel·lícula el 1985.
El film està basat en una història real, i va ser el debut cinematogràfic de Grandinetti.

## Sinopsi
Durant els anys finals de la fosca època de la última dictadura cívico-militar i la guerra de Malvines, un jove (Darío Grandinetti) sofreix un accident automobilístic i és traslladat a un hospital públic (Hospital Muñiz). En coma i amb greus afeccions a la seva columna, els professionals consideren que no té probabilitats de sobreviure dignament, i és pràcticament abandonat en aquest estat per la seva família, parella i amics. No obstant això, un metge obstinat, solidari i de principis (Luis Brandoni) lluita per salvar-lo, amb l'ajuda d'una de les infermeres del lloc (China Zorrilla).

## Repartiment
- Luis Brandoni com Carlos Ventura
- Dora Baret com Delia
- Luisina Brando com Susana
- Lito Cruz com Marcelo
- Oscar Ferrigno com El Profesor
- María Vaner com Nora
- China Zorrilla com Ágada
- Darío Grandinetti com Juan
- Fernando Álvarez
- Clotilde Borella com Mare d'embarassada
- Mónica Villa com Gladys
- Manuel Callau
- Juan Carlos Corazza
- Norberto Díaz
- Gabriela Flores
- Patricia Hart
- Jean Pierre Noher com Tècnic Laboratori
- Ruben Cosenza
- Jorge Marrale com Ferrero
- Roberto Acinelli
- Bela Ariel
- Osvaldo Becerra
- Maria Fernanda Bioncini
- Omar Brandon
- Margarita Burke
- Omar Cenzano
- Oscar De Franchi
- Daniel Di Biase
- Victor Dimatt
- Maria Victoria Fraga
- Norma Ibarra
- Roberto Maiocco
- Daniela Ornstein
- Matías Puelles
- Rafael Rodríguez
- Ana Sadi
- Oscar Ziccarello
- Miguel Ávila

## Premis
- Premis Còndor de Plata (1985): millor pel·lícula, millor director, millor llibre original i millor actriu de repartiment (China Zorrilla).[2]
- Festival Internacional del Nou Cinema Llatinoamericà de l'Havana (1984): millor actriu (China Zorrilla).[3]
- Festival de Cinema Llatinoamericà de Biarritz de 1985: el Premi del Públic de Llargmetratges al.[3]
- Es va projectar fora de competició al 36è Festival Internacional de Cinema de Berlín.[4]